# برايان هاو
برايان هاو (بالإنجليزية: Brian Howe)‏ هو سياسي أسترالي، ولد في 23 يناير 1936 في ملبورن في أستراليا. حزبياً، نشط في حزب العمال الأسترالي.

## مناصب
- انتخب Minister for Defence Industry and Capability Delivery [الإنجليزية]‏ (11 مارس 1983 – 13 ديسمبر 1984).
- انتخب وزير الخدمات البشرية [الإنجليزية]‏ (13 ديسمبر 1984 – 4 أبريل 1990).
- انتخب وزير الصحة [الإنجليزية]‏ (4 أبريل 1990 – 24 مارس 1993).
- انتخب وزير الإسكان (7 مايو 1990 – 11 مارس 1996).
- انتخب وزير الخدمات الاجتماعية [الإنجليزية]‏ (4 أبريل 1990 – 25 مارس 1994).
- انتخب Minister for Regional Development, Local Government and Territories [الإنجليزية]‏ (24 مارس 1993 – 25 مارس 1994).
- انتخب عضو مجلس النواب الأسترالي عن دائرة Division of Batman [الإنجليزية]‏ (10 ديسمبر 1977 – 29 يناير 1996).
- انتخب نائب رئيس وزراء أستراليا [الإنجليزية]‏ (3 يونيو 1991 – 20 يونيو 1995).